# 五岭细辛
五岭细辛（学名：Asarum wulingense）为马兜铃科细辛属的植物，为中国的特有植物。分布在中国大陆的广东、贵州、湖南、江西、广西等地，生长于海拔1,100米的地区，常生长在林下阴湿地，目前尚未由人工引种栽培。

## 别名
山慈姑（广东、湖南） 倒插花（贵州）